# 单音音乐
单音音乐是最简单的一種織體，单音音乐只由旋律组成，单音音乐通常只由一名歌手演唱或单个乐器演奏者演奏，单音音乐沒有伴奏、和声以及和弦。许多民間音樂都是单音音乐。